# Elektrische susceptibiliteit
De elektrische susceptibiliteit geeft aan in welke mate een materiaal elektrisch polariseert bij aanleg van een elektrisch veld.
De elektrische susceptibiliteit is een dimensieloos getal, waarvan de waarde gelijk is aan de relatieve elektrische permittiviteit min één.